# Frans van Hövell tot Westerflier
Frans Willem Marie baron van Hövell tot Westerflier (Heumen, 14 maart 1921 – Elst, 7 augustus 1989) was een Nederlands politicus van de KVP.
Hij werd geboren als zoon van Maximiliaan Clemens Theodor Marie baron van Hövell tot Westerflier (1887-1956; vanaf 1920 griffier bij het kantongerecht van Boxmeer) en Johanna Ida Maria Catherina Bosch van Oud-Amelisweerd (1893-1966). Zelf was hij chef van de afdeling algemene zaken bij de gemeentesecretarie van Haaksbergen voor hij in juli 1961 benoemd werd tot burgemeester van Haarlemmerliede en Spaarnwoude. In december 1967 volgde zijn benoeming tot burgemeester van Elst. In april 1980 werd hem vanwege gezondheidsproblemen ontslag verleend. Midden 1989 overleed hij op 68-jarige leeftijd.